# Ghiacciaio Forbes (Terra di Mac. Robertson)
Il ghiacciaio Forbes è un ghiacciaio situato sulla costa di Mawson, in Antartide. In particolare il ghiacciaio, il cui punto più alto si trova circa 50 m s.l.m, è situato nella zona settentrionale della dorsale Casey, un ramo delle montagne di Framnes, e da qui fluisce verso est fino a entrare nella parte occidentale della baia di Holme.

## Storia
Il ghiacciaio Forbes è stato mappato da cartografi norvegesi grazie a fotografie aeree scattate durante la spedizione antartica comandata da Lars Christensen nel 1936-37 ed è stato battezzato con il nome di "Brygga", ossia "pontile". Anni dopo, però, il Comitato australiano per i toponimi e le medaglie antartici lo ha ribattezzato con il suo attuale nome in onore di A. Forbes, membro di alcune delle spedizioni australiane di ricerca antartica, che trovò la morte durante un viaggio diretto all'isola Heard nel 1952.